# Uzovské Pekľany
Uzovské Pekľany é um município da Eslováquia, situado no distrito de Sabinov, na região de Prešov. Tem 9,95 km² de área e sua população em 2018 foi estimada em 483 habitantes.

## Demografia
| Ano:        | 1994 | 2004   | 2014   | 2024    |
| ----------- | ---- | ------ | ------ | ------- |
| Broj ljudi: | 371  | 375    | 406    | 480     |
| Razlika:    |      | +1,07% | +8,26% | +18,22% |

| Ano:               | 2023 | 2024   |
| ------------------ | ---- | ------ |
| Número de pessoas: | 468  | 480    |
| Diferença:         |      | +2,56% |